# Toundra des chaînes Brooks et British
Localisation
La toundra des chaînes Brooks et British (Brooks-British Range tundra) est une écorégion terrestre nord-américaine du type toundra du World Wildlife Fund

## Répartition
La toundra des chaînes Brooks et British s'étend sur la ceinture montagneuse formée des chaînes Brooks de l'ouest et de l'est, ainsi que de la chaîne British Empire.  Elle s'étire du nord-ouest de l'Alaska jusqu'à l'extrême nord-ouest des Territoires du Nord-Ouest.

## Climat
À Anaktuvuk Pass en Alaska, la température minimale quotidienne moyenne est d'environ −30 °C et la température maximale quotidienne moyenne est de 16 °C.  Ces moyennes sont sans doute plus basses dans les montagnes environnantes.  Le taux de précipitations annuelles est d'environ 280 mm.  Du côté canadien, la température moyenne annuelle est de −10 °C.  La température estivale moyenne des de 6,6 °C et la température hivernale moyenne est de −25 °C.  Les précipitations annuelles se situent aux environs de 350 mm.  

## Géomorphologie
L'altitude des montagnes comprises dans cette écorégion varie entre 800 m m et 2 400 m. 

## Caractéristiques biologiques
Le climat particulièrement rigoureux qui sévit en altitude limite le couvert végétal surtout au bas des versants et dans les vallées.  Les peuplements clairsemés qui croissent dans les zones subalpines se composent majoritairement d'épinettes blanches rabougries, accompagnés de quelques sapins subalpins et pins tordus, mêlés aux bouleaux, aux saules et aux Ledum decumbens.  En altitude, la végétation éparse est constituée de lichens, de Dryas hookeriana, d'éricacées, de carex et d'eriophorums.   Du côté canadien, on note la présence de carex aquatilis, de carex de Bigelow, de salix planifolia, de salix lanata, d'Arctostaphylos alpina, d'airelles et de dryades à huit pétales.

## Conservation
La toundra des chaînes Brooks et British est pratiquement intacte.   Elle est toutefois traversée du nord au sud par l'autoroute Dempster, la Dalton Highway et l'oléoduc trans-Alaska.  Ce dernier pourrait gêner les déplacements des hardes de caribou, quoique ceux-ci migrent également dans un axe du nord-sud.